# Microfone boom

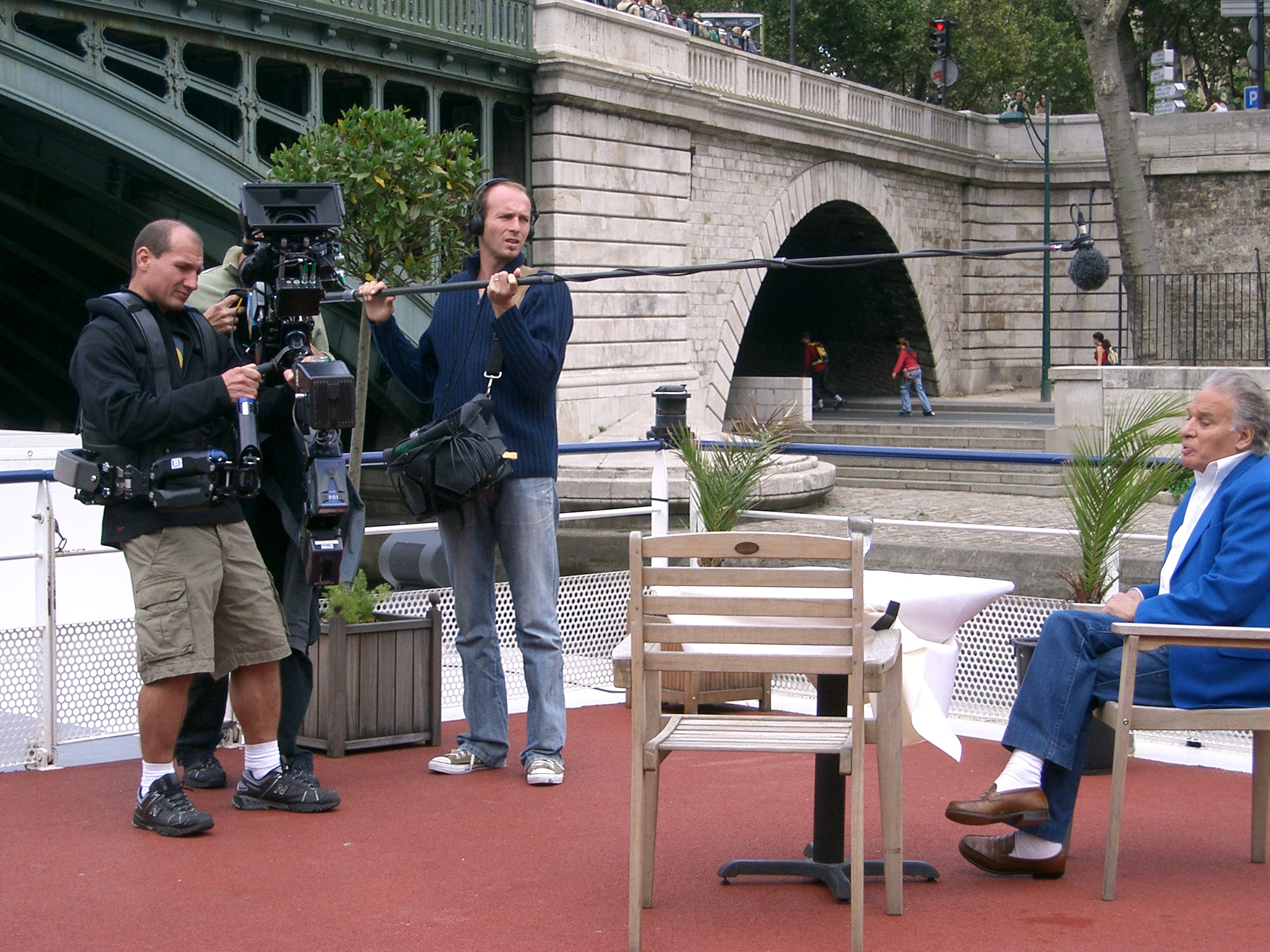
Um microfone boom

Microfone Boom é um tipo de microfone usado normalmente em cenas internas e externas, sendo auxiliado por um operador de Boom.